# Čirč
Čirč és un poble i municipi d'Eslovàquia. Es troba a la regió de Prešov, al nord del país.

## Història
La primera referència escrita de la vila data del 1248.

## Demografia
| Godina             | 1994 | 2004    | 2014   | 2024    |
| ------------------ | ---- | ------- | ------ | ------- |
| Nombre de persones | 1014 | 1155    | 1259   | 1437    |
| Diferència         |      | +13,90% | +9,00% | +14,13% |

| Godina             | 2023 | 2024   |
| ------------------ | ---- | ------ |
| Nombre de persones | 1410 | 1437   |
| Diferència         |      | +1,91% |